# Лази под Макитом
Лази под Макитом (слч. Lazy pod Makytou) насељено је мјесто са административним статусом сеоске општине (слч. obec) у округу Пухов, у Тренчинском крају, Словачка Република.

## Становништво
| Година:    | 1994. | 2004.   | 2014.    | 2024.   |
| ---------- | ----- | ------- | -------- | ------- |
| Број људи: | 1455  | 1404    | 1250     | 1224    |
| Разлика:   |       | -3,50 % | -10,96 % | -2,08 % |

| Година:    | 2023. | 2024.   |
| ---------- | ----- | ------- |
| Број људи: | 1217  | 1224    |
| Разлика:   |       | +0,57 % |

Према подацима о броју становника из 2024. године насеље је имало 1224 становника.